# 非洲紅笛鯛
非洲紅笛鯛，為輻鰭魚綱鱸形目鱸亞目笛鯛科的其中一種，分布於東大西洋區，從塞內加爾至安哥拉海域，棲息深度可達20公尺，體長可達139公分，生活在珊瑚礁、岩礁海域，也會出現在河口、半鹹水域，屬肉食性，可作為食用魚。

## 擴展閱讀
維基物種上的相關：非洲紅笛鯛